# Dactylicapnos schneideri
Dactylicapnos schneideri är en vallmoväxtart som först beskrevs av Friedrich Karl Georg Fedde, och fick sitt nu gällande namn av Lidén. Dactylicapnos schneideri ingår i släktet Dactylicapnos och familjen vallmoväxter. Inga underarter finns listade i Catalogue of Life.